# Istanbulská archeologická muzea
Istanbulská archeologická muzea (turecky: İstanbul Arkeoloji Müzeleri) je turecká muzejní instituce, která sjednocuje tři istanbulská muzea: Archeologické muzeum, Muzeum starověkého Orientu a Muzeum islámského umění. Založena byla roku 1869. Všechna tři muzea se nacházejí ve čtvrti Eminönü, poblíž parku Gülhane a paláce Topkapı. Archeologické muzeum, první moderní muzeum v Turecku, vlastní asi milion objektů. Ceněna je egyptologická sbírka, její většina pochází z vykopávek v Dra Abu al Nagar poblíž Karnaku, které provedl Joseph Étienne Gautier v roce 1891. Mezopotámských artefaktů je 15 000 kusů.

## Dějiny
Osmanský sultán Abdulaziz (vládl 1861–1876) byl ohromen archeologickými muzei v Paříži, Londýně a Vídni, která všechna navštívil na své cestě po Evropě v roce 1867. Po návratu nařídil založit podobné muzeum v Istanbulu. Využit k tomu byl kostel Hagia Irene, který byl v roce 1869 slavnostně otevřen jako „Müze-i Hümayun“ (Imperiální muzeum). Kvůli prostorovým omezením byly sbírky muzea v letech 1875 až 1891 přeneseny do "Kachlového kiosku" (Çinili Köşk), tedy do nejstarší nenáboženské osmanské stavby v Istanbulu, kterou nechal v roce 1472 uvést do provozu sultán Mehmed II. Stavba si uchovala viditelný perský vliv. Pro veřejnost byl "kiosek" poprvé otevřen v roce 1953 jako Fatihovo muzeum, dnes se nazývá Muzeum islámského umění. V roce 1881 byl jmenován první profesionální kurátor muzea, archeolog a malíř Osman Hamdi Bey, syn velkovezíra Ibrahima Edhema Paši. Ten, zásobován četnými nálezy a vykopávkami z rozsáhlého území Osmanské říše (včetně např. nekropole v Sidónu, v dnešním Libanonu), brzy pochopil, že ani budova kiosku nebude dlouho stačit. Stavbu nové hlavní budovy zahájil Hamdi Bey v roce 1881 a její oficiální otevření se konalo 13. června 1891. Architektem neoklasicistní budovy byl Alexander Vallaury (který také navrhl hotel Pera Palace v Istanbulu). Fasáda byla inspirována Alexandrovým sarkofágem a Sarkofágem truchlících žen, tedy dvou artefaktů ve vlastnictví muzea. Nápis na štítu zní „Asar-ı Atika Müzesi“ (tedy Muzeum starožitností). Také třetí budovu, dnešní Muzeum starověkého Orientu, nechal postavit Osman Hamdi Bey, v roce 1883, jako školu výtvarného umění. V roce 1935 byla přidělena muzeu jako jeho třetí budova.